# Agymnastus ingens
Agymnastus ingens är en insektsart som först beskrevs av Scudder, S.H. 1877.  Agymnastus ingens ingår i släktet Agymnastus och familjen gräshoppor. Inga underarter finns listade i Catalogue of Life.